# バディ・ロジャース
バディ・ロジャース（"Nature Boy" Buddy Rogers、1921年2月20日 - 1992年6月26日）は、アメリカ合衆国のプロレスラー。ニュージャージー州カムデン出身。
出生時の本名はハーマン・ロード（Herman Gustav Rohde Jr.）であったが、後年にリングネームのバディ・ロジャースを正式な名前とする法的手続きを取った。ニックネームは「ネイチャー・ボーイ」。

## 来歴
少年時代からYMCAでレスリングを学び、17歳でデール・ブラザース・サーカスに入団した。本名ハーマン・ロードの名前でデビューしたが、デビュー年は1939年と1941年の二つの説がある。
その後、リングネームをバディ・ロジャースに変えるが、これは当時アメリカで流行した三文SF小説の登場人物をアダプトしている。ニックネームの「ネイチャー・ボーイ」は日本では「野生児」と誤訳されているが、このニックネームはナット・キング・コールの同名の歌から取られたものであり、あえて言えばいわゆる「自然児」。どちらもプロデュースしたのは、プロモーターのジャック・フェファーであった。
「ダーティー・チャンプ」の元祖となったヒール選手である。決め技の足4の字固め、 ロジャース・ストラートと呼ばれる気取った歩き方、レフェリーの陰で反則を繰り返す小ずるい動き、ピンチに陥ると "Oh, No!" と許しを乞うたり、わざと反則負けを食らって王座を防衛したりなど、ニックネームの「ネイチャー・ボーイ」も含め、そのダーティー・チャンプとしての所作はリック・フレアーに受け継がれている。また、常に白タオルを持って入場するスタイルは、同じくダーティー・チャンプとして活躍したニック・ボックウィンクルを経て、後にカート・ヘニングが受け継いだ。金髪の伊達男系ヒールというキャラクターにおいては、彼ら以前にもジャッキー・ファーゴ、レイ・スティーブンス、バディ・コルトなどがロジャースのギミックを継承しており、バリアント・ブラザーズやハリウッド・ブロンズなどのタッグチームもその影響下にあった。
リングを降りても「悪役」だったようで、カール・ゴッチによる「襲撃事件」（長くゴッチの襲撃説が広まっていたが、ゴッチと口論になった後控え室からロジャースが出ようとした際、ゴッチに付き添っていたビル・ミラーがドアを蹴ってロジャースの腕が挟まれて負傷したというのが真相といわれている）など、ダーティーなイメージが付きまとった。このエピソードはプロレススーパースター列伝やジャイアント台風で脚色され、ロジャースがあたかも「実力のないレスラー」であるかのように描写されているが、全盛時に日本人で唯一対戦経験（1962年3月9日、ロジャースのNWA王座に初挑戦以来、数度にわたり挑戦）のあるジャイアント馬場は、自分がアメリカ修行時代に見た中では人気と実力を兼ね備えた最高のレスラーと語っている。また、ビンス・マクマホン・ジュニアも最も憧れた選手と回想している。実際に手を合わせた天龍源一郎は「ロジャースの使う技は本当のレスリングの技で、本気で掛けてきた」「始めと終わりはショーマンでも、試合の中身はシビアでガチガチ」とシュートの技術があったと述懐している。
1940年代後半からは数々のタイトルを取り、全米一の観客動員力を誇るスーパースターであったが、NWA内部の権力闘争の影響でNWA王座に就くのは遅く、1961年6月30日、シカゴのコミスキー・パークでパット・オコーナーを破りようやく第43代NWA世界ヘビー級王者となる。1963年1月ルー・テーズに敗れて王座転落後、自らのボスであったビンス・マクマホン・シニアのWWWF設立に協力し初代WWWF世界ヘビー級王者となったが、同年5月ブルーノ・サンマルチノに48秒で秒殺されて王座を失い、そのまま選手としては引退。1978年に一時期復帰し若手時代のリック・フレアーと対戦（フレアーの勝利）、「ネイチャーボーイ継承の儀式」を行った。1980年代にはWWFでジミー・スヌーカのマネージャーとしてプロレスの現場に復帰している。WWFではインタビューコーナー "Rogers' Corner" のホストも担当した。
1992年6月26日、スーパーマーケットで床に落ちていたクリームチーズに足を滑らせ、頭部を強打して死去。1994年に、その生前の功績を称えられWWF殿堂入りを果たした（インダクターはブレット・ハート）。
オコーナーを破って世界チャンピオンになった試合は当時のプロレス観客動員新記録となる38,622人を集め、興行収益も当時のプロスポーツ興行のゲート収入記録を大きく塗り替える17万5000ドルであった。インタビューにおいてロジャースは生涯のベストバウトと語っている。この試合では1本目ロジャース（カウンターのダブル・ブーツからフォール）、2本目オコーナー（オコーナー・ロールと呼ばれる後方回転エビ固め）、3本目ロジャース（オコーナーのドロップキック自爆からフォール）となっている。
この試合は現在YouTubeで、試合後の王座奪取インタビューを含め見ることができる。

## エピソード
- 足4の字固めは、他のレスラーが使っていたフィギュア・フォー・ボディシザースという技をヒントにロジャースが考案した。
- アトミック・ドロップもロジャースのオリジナル技。技の名称は、第二次世界大戦頃に用いていた自身のニック・ネーム "アトミック・ブロンド" から取られたという。

※上記は『月刊ゴング』1979年6月号掲載のバディ・ロジャース・インタビューに基づいたもの
- 力道山はロジャースとアントニオ・ロッカの2人を何としても来日させたかったが、招聘することはできなかった。現役当時は両者共アメリカマット界の超人気レスラーだったため、日本に行く時間的余裕がなかったことが理由とされている。後にロッカはアントニオ猪木対ルー・テーズのNWFヘビー級選手権のレフェリーとして1975年10月に来日しているが、ロジャースは引退後も来日することが無く、生涯未来日のまま亡くなっている。
- ジャイアント馬場が「史上最高のレスラー」「対戦しているうちに、彼のファンになった」と絶賛していた。
- 誕生日が2月20日で、これはアントニオ猪木、長嶋茂雄と同じ。
- 68歳の時に、フロリダの飲食店に乱入した26歳の暴漢（ロジャースによると193センチ、107キロはありそうな大男）を楽々と取り押さえたエピソードが、人気コラムニストボブ・グリーンのコラムに取り上げられた。当時ロジャースは心臓と股関節の手術直後だったという。

## 得意技
- 足4の字固め[2]
- パイルドライバー[2]
- アトミック・ドロップ[2]（元祖説がある）
- ドロップキック[2]
- フライング・ヘッドシザーズ（ベリー・ロール式）[2]

## 獲得タイトル
ナショナル・レスリング・アライアンス
- NWA世界ヘビー級王座：1回[3]
- NWA殿堂：2010年度

NWAサンフランシスコ
- NWA世界タッグ王座（サンフランシスコ版）：1回（w / ロニー・エチソン）[6]

NWAウエスタン・ステーツ・スポーツ
- NWA北米ヘビー級王座（アマリロ版）：1回[7]

NWAシカゴ
- NWA USヘビー級王座（シカゴ版）：1回[8]

NWAミッドアメリカ
- NWAミッドアメリカ・ヘビー級王座 ：1回（初代王者）[9]

サウスウエスト・スポーツ・インク
- NWAテキサス・ヘビー級王座：1回
- テキサス・ヘビー級王座：4回
- テキサス・タッグ王座：1回（w / Otto Kuss）

ミッドウエスト・レスリング・アソシエーション
- MWAオハイオ・タッグ王座：4回（w / グレート・スコット×3、Juan Sebastian）

アメリカン・レスリング・アソシエーション（オハイオ）
- AWA世界ヘビー級王座（オハイオ版）：3回[10]

アメリカン・レスリング・アソシエーション（ニューイングランド）
- AWAイースタン・ステーツ・ヘビー級王座：1回（初代王者）[11]

アメリカン・レスリング・アライアンス
- AWA世界ヘビー級王座（シカゴ版）：1回[12]

NWAキャピトル・レスリング / WWWF / WWF
- NWA USタッグ王座 (北東部版) ：2回（w / ジョニー・バレンタイン、ジョニー・バレンド）[13]
- WWWF世界ヘビー級王座：1回（初代王者）[4][5]
- WWF殿堂：1994年度

その他
- 世界ヘビー級王座 (Jack Pfeffer版)
- 世界ヘビー級王座 (モントリオール版)
- メリーランド東部ヘビー級王座